# Arlington (Oregon)

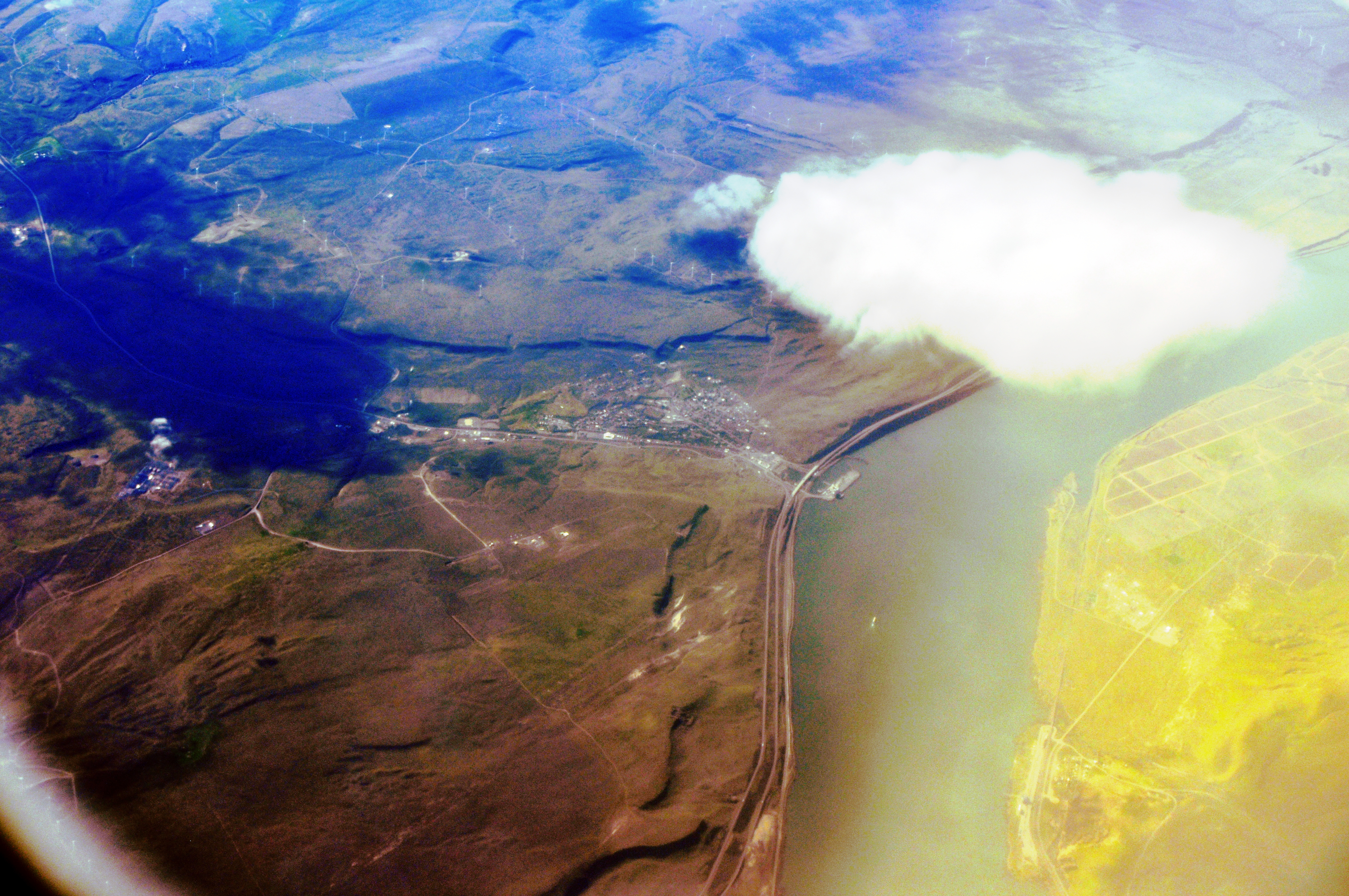
Madártávlati fotó 2015-ből

Arlington az Amerikai Egyesült Államok északnyugati részén, Oregon állam Gilliam megyéjében helyezkedik el. A 2010. évi népszámláláskor 586 lakosa volt. A város területe 6,22 km², melyből 1,61 km² vízi.
A név eredetéről több elmélet is napvilágot látott: egyik ilyen szerint a név Nathan Arlington Cornish ügyvédnek állít tiszteletet; egy másik szerint a déli államok lakosai kerültek többségbe, és a virginiai Arlington megye, Robert E. Lee tábornok szülőhelye után nevezték el.
A légierő 2011-es tervei alapján a településen drónbázist terveznek létesíteni.

## Történet
Az eredetileg Alkalinek hívott települést azért alapították, hogy innen szállítsanak marhákat a Columbia-folyón át. A később Arlingtonnak átkeresztelt közösség az oregoni törvényhozástól 1885. november 20-án kapott városi rangot.
A John Day-gát elkészülte után 1963-ban Arlingtont magasabbra költöztették, hogy megelőzzék az árvizeket.
A város híres szülöttje Doc Severinsen, az 1967 és 1992 között műsoron lévő The Tonight Show Starring Johnny Carson talkshow zenei igazgatója.
2008-ban kiderült, hogy Carmen Kontur-Gronquist polgármester fehérneműs fotókat tett közzé magáról az interneten; ez és más esetek miatt végül lemondott tisztségéről.

## Éghajlat
A város éghajlata a Köppen-skála szerint félszáraz (BSk-val jelölve). A legcsapadékosabb a november–január, a legszárazabb pedig a július–augusztus közötti időszak. A legmelegebb hónap augusztus, a leghidegebb pedig december.
| Hónap                                   | Jan.  | Feb.  | Már.  | Ápr. | Máj. | Jún. | Júl. | Aug. | Szep. | Okt.  | Nov.  | Dec.  | Év    |
| --------------------------------------- | ----- | ----- | ----- | ---- | ---- | ---- | ---- | ---- | ----- | ----- | ----- | ----- | ----- |
| Rekord max. hőmérséklet (°C)            | 19,0  | 23,0  | 27,0  | 36,0 | 42,0 | 43,0 | 46,0 | 46,0 | 40,0  | 32,0  | 29,0  | 23,0  | 46,0  |
| Átlagos max. hőmérséklet (°C)           | 4,8   | 8,4   | 13,8  | 18,8 | 23,7 | 27,7 | 32,6 | 31,8 | 28,6  | 19,0  | 10,3  | 5,4   | 18,8  |
| Átlaghőmérséklet (°C)                   | 2,4   | 4,0   | 8,1   | 12,1 | 16,5 | 20,3 | 23,3 | 23,8 | 14,0  | 12,4  | 5,9   | 2,2   | 12,1  |
| Átlagos min. hőmérséklet (°C)           | −2,0  | −0,5  | 2,3   | 5,3  | 9,3  | 12,9 | 16,2 | 15,7 | 11,2  | 5,8   | 1,5   | −1,0  | 6,4   |
| Rekord min. hőmérséklet (°C)            | −32,0 | −31,0 | −12,0 | −7,0 | −3,0 | 2,0  | 6,0  | 4,0  | −3,0  | −12,0 | −21,0 | −27,0 | −32,0 |
| Átl. csapadékmennyiség (mm)             | 36    | 30    | 19    | 14   | 15   | 12   | 4    | 5    | 9     | 17    | 32    | 38    | 231   |
| Forrás: Western Regional Climate Center |       |       |       |      |      |      |      |      |       |       |       |       |       |

## Népesség

### 2010
A 2010-es népszámláláskor a városnak 586 lakója, 256 háztartása és 149 családja volt. A népsűrűség 127,1 fő/km2. A lakóegységek száma 315, sűrűségük 68,3 db/km2. A lakosok 93,2%-a fehér, 0,2%-a afroamerikai, 1%-a indián, 0,2%-a ázsiai, 2,2%-a a Csendes-óceáni szigetekről származik, 2,6%-a egyéb, 0,7%-a pedig kettő vagy több etnikumú. A spanyol vagy latino származásúak aránya 6,7% (4,8% mexikói,   1,9% egyéb spanyol vagy latino származású.)
A háztartások 30,1%-ában élt 18 évnél fiatalabb. 45,7% házas, 8,2% egyedülálló nő, 4,3% egyedülálló férfi, 41,8% pedig nem család. 32% egyedül élt; 8,9%-uk 65 éves vagy idősebb. Egy háztartásban átlagosan 2,29 személy élt; a családok átlagmérete 2,92 fő.
A medián életkor 43,6 év volt. A város lakóinak 21,8%-a 18 évesnél fiatalabb, 4,8% 18 és 24 év közötti, 24,9%-uk 25 és 44 év közötti, 32,9%-uk 45 és 64 év közötti, 15,5%-uk pedig 65 éves vagy idősebb. A lakosok 53,9%-a férfi, 46,1%-a pedig nő.

### 2000
A 2000-es népszámláláskor  a városnak 524 lakója, 223 háztartása és 144 családja volt. A népsűrűség 113,7 fő/km2. A lakóegységek száma 277, sűrűségük 60,1 db/km2. A lakosok 95,42%-a fehér,  1,72%-a indián,   1,72%-a egyéb-, 1,15%-a pedig kettő vagy több etnikumú. A spanyol vagy latino származásúak aránya 3,24% (3,1% mexikói,   0,2% pedig egyéb spanyol/latino származású.)
A háztartások 31,4%-ában élt 18 évnél fiatalabb. 53,8% házas, 7,2% egyedülálló nő; 35,4% pedig nem család. 30% egyedül élt; 8,5%-uk 65 éves vagy idősebb. Egy háztartásban átlagosan 2,35 személy élt; a családok átlagmérete 2,96 fő.
A város lakóinak 26,5%-a 18 évesnél fiatalabb, 5,9% 18 és 24 év közötti, 28,1%-uk 25 és 44 év közötti, 25,4%-uk 45 és 64 év közötti, 14,1%-uk pedig 65 éves vagy idősebb. A medián életkor 38 év volt. Minden 100 nőre 102,3 férfi jut; a 18 évnél idősebb nőknél ez az arány 93,5.
A háztartások medián bevétele 35 714 amerikai dollár, ez az érték családoknál $45 875. A férfiak medián keresete $34 250, míg a nőké $21 161. A város egy főre jutó bevétele (PCI) $17 883. A családok 7,9%-a, a teljes népesség 10,1%-a élt létminimum alatt; a 18 év alattiaknál ez a szám 15,6%, a 65 évnél idősebbeknél pedig 9,7%.

## Gazdaság
A településen található a Waste Management, Inc. egy hulladéktelepe; ide szállítják Seattle összes szemetét, illetve a Portlandben keletkező termék egy részét. A vállalat 2010 márciusában bejelentette, hogy az udvart kiegészítenék egy plazmagázosító feldolgozóval, melynek végtermékét üzemanyagként lehetne használni. Az akkor még kísérleti fázisban lévő technológiát kiépítő InEnTec Kaliforniában és máshol is épített volna ilyen üzemet, de terveiket mindenhol heves tiltakozások kísérték. A gázosító próbaüzeme 2011 novemberében indult.
A Shepherds Flat szélerőmű-teleppel kapcsolatban 2009-ben és 2010-ben szintén széleskörű ellenállás alakult ki; üzembe helyezését 2012-re tűzték ki.

## Fordítás
Ez a szócikk részben vagy egészben  az   Arlington, Oregon című angol Wikipédia-szócikk ezen változatának fordításán alapul.  Az eredeti cikk szerkesztőit annak laptörténete sorolja fel. Ez a jelzés csupán a megfogalmazás eredetét és a szerzői jogokat jelzi, nem szolgál a cikkben szereplő információk forrásmegjelöléseként.